# Negro (álbum)
Negro es el séptimo disco (y undécimo lanzamiento) del grupo español La Polla Records. En este disco, se encuentra el primer tema de la banda que no contiene la letra en español: "Demo do can", que es un tema en gallego, comunidad autónoma de donde es oriunda la familia de Evaristo. La banda adquiere sonoridades cercanas al heavy metal, como puede apreciarse, por ejemplo, en "Europa" y, sobre todo, "Baileis". Este álbum también cuenta con Barby, la narración de un asesino en serie en primera persona.En general es un disco con una tonalidad muy sombría, original y con una gran aclamación.

## Canciones
1. "Europa" - 2:47
2. "Sábado 14" - 3:42
3. "Capitalismo" - 2:27
4. "Demo do can" - 2:37
5. "Alicia" - 1:40
6. "Baileis" - 3:14
7. "Barby" - 4:48
8. "Memoria de muerte" - 1:55
9. "Los lumbreras" - 2:31
10. "Fuego y cristal" - 1:55
11. "Himno" - 2:48
12. "Cinco contra el calvo" - 2:51

## Personal
- Evaristo - Voz.
- Txarly - Guitarra solista, coros.
- Sume - Guitarra rítmica y coros.
- Abel - Bajo.
- Fernandito - Batería.
- Ritxi Aizpuru - Coordinación.

- Datos: Q6039433